# François-Louis Bersot
Pour les articles homonymes, voir Bersot.
François-Louis Bersot, né le 1er janvier 1822 à Besançon et mort le 31 mars 1888 dans la même ville, était un industriel, homme politique et bienfaiteur.

## Biographie
Issu d'une famille d'horlogers de confession protestante, François-Louis Bersot fait fortune en administrant une importante distillerie de Roche-lez-Beaupré. Comptant jusqu'à 270 salariés en 1883, l'entreprise dispose d'une société de secours mutuel couvrant maladies et accidents. Le patron était également détenteur de nombreuses actions, des salines de Châtillon-le-Duc à la compagnie de l'Ouest algérien en passant par la société des Hauts Fourneaux de Franche-Comté.
Républicain convaincu, il se fait élire conseiller municipal en 1878 et largement réélire en 1881. En 1882 il est à l'origine de la crèche Saint-Paul,, une des premières structures du genre en France. Capable d’accueillir jusqu'à 125 nouveau-nés, cette initiative privée de la bourgeoisie locale a pour objectif assumé de permettre aux mères de travailler. Le site est toujours en activité, fonctionnant ainsi de façon discontinue depuis près de cent-cinquante ans.
Reconnu comme un philanthrope majeur de la cité, à sa mort il fit don d'un million de francs-or à la municipalité, répartis entre l'hospice protestant, la crèche Saint-Paul, l'hôpital Saint-Jacques et diverses institutions de bienfaisance. Dans les arts, également, il se fait remarquer pour l'achat d’œuvres de peintres débutants mais prometteurs, comme Edmond Picard, avant de léguer l'ensemble de sa collection au musée des Beaux-Arts et d'Archéologie de Besançon. Ses dons souffrirent néanmoins d'investissements au canal de Panama, dont les titres furent au cœur d'un retentissant scandale.
À son décès le 31 mars 1888, des funérailles solennelles sont unanimement votées et organisées par le conseil municipal avec un cortège officiel de son domicile rue Charles Nodier au temple du Saint-Esprit. Enterré au cimetière des Champs Bruley,,, deux statues de bronze réalisées en 1894 par Just Becquet trônent dès lors sur sa sépulture et à l'entrée de la crèche Saint-Paul,,, l'établissement ayant été d'ailleurs renommé crèche Bersot, en même temps qu'une rue adjacente jadis nommée Saint-Paul,.

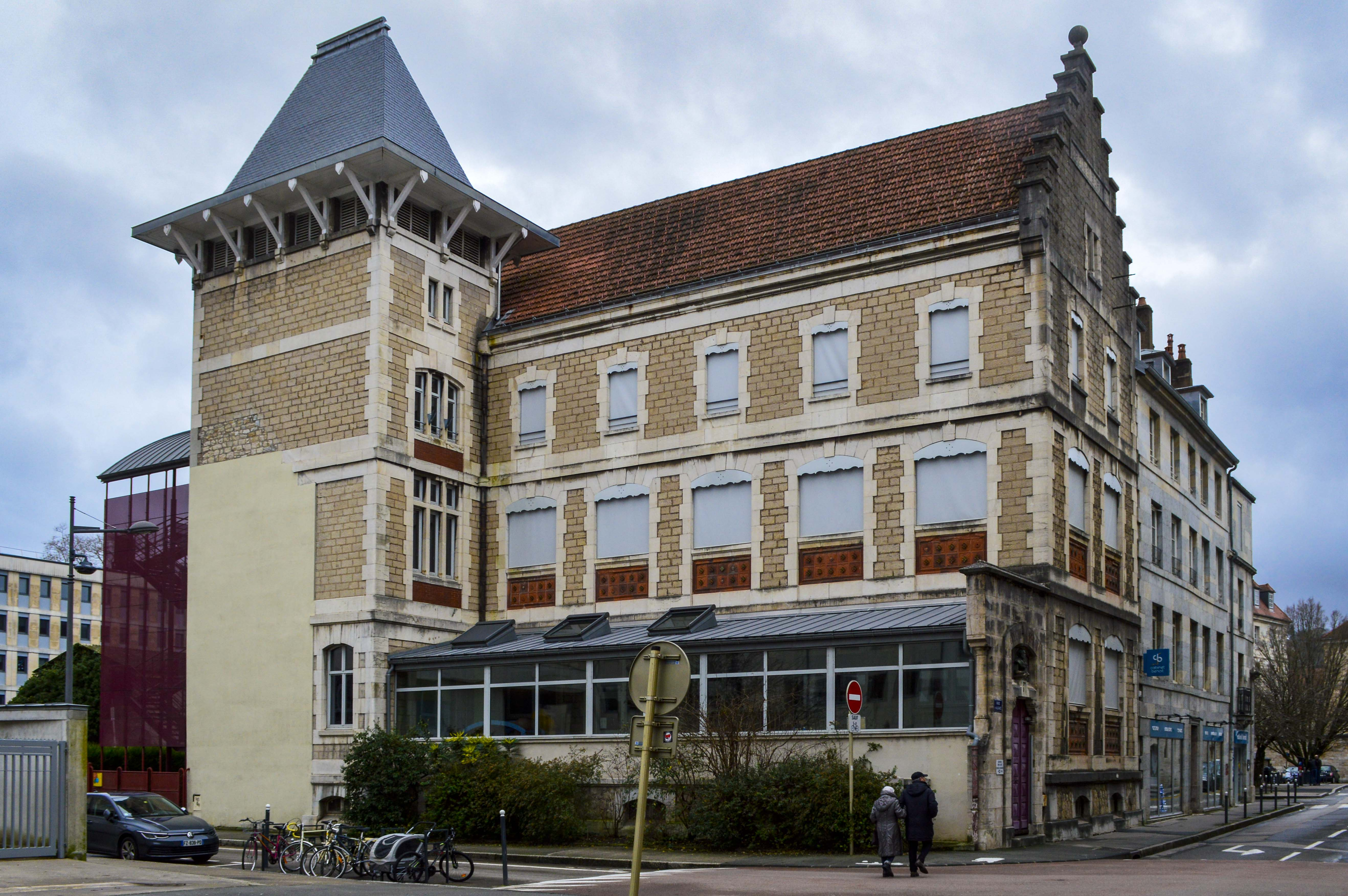
La crèche Bersot, jadis Saint-Paul.
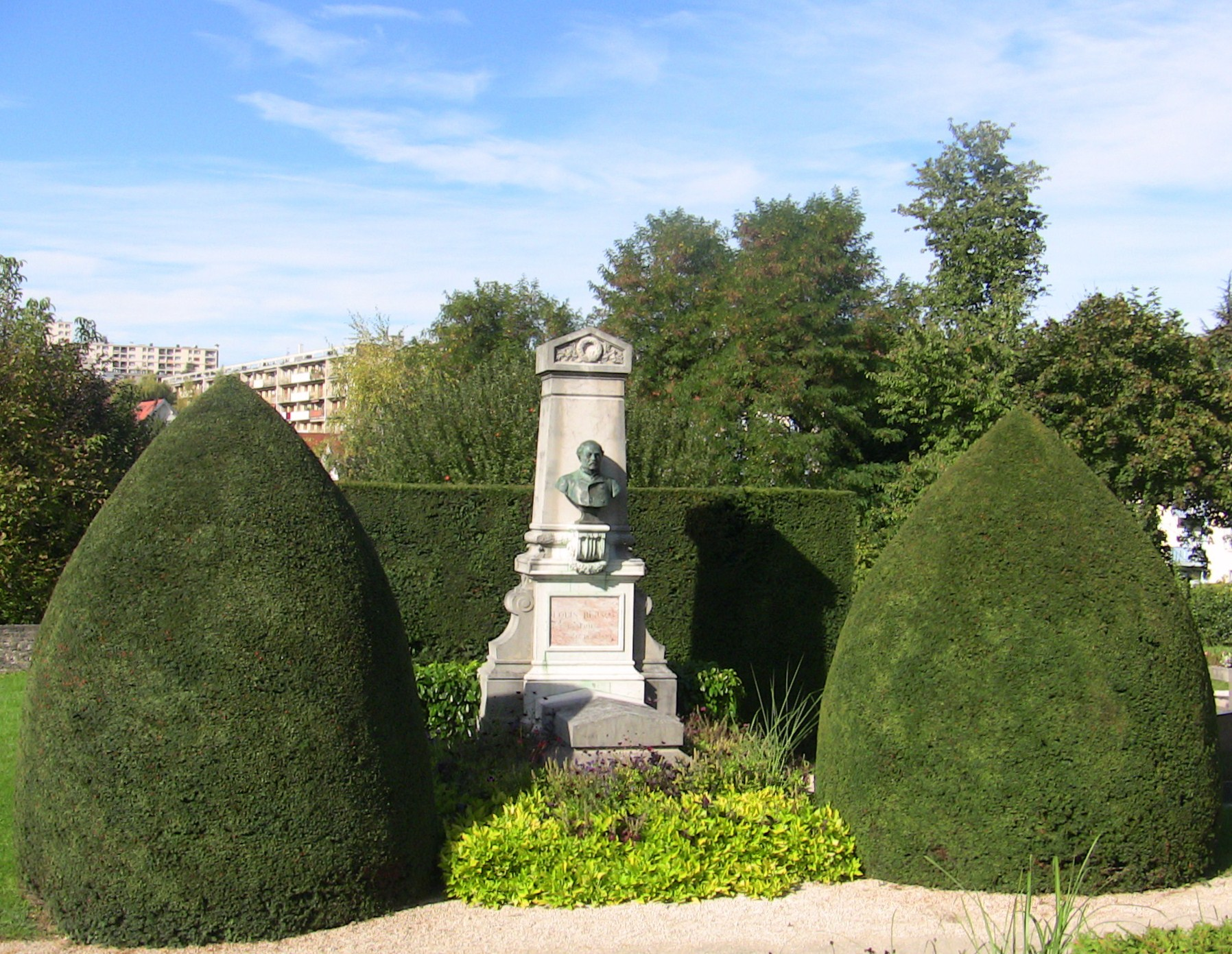
Le monument Bersot, aux Champs Bruley.
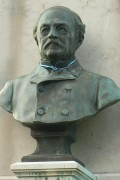
Le buste Bersot, façade crèche Bersot.
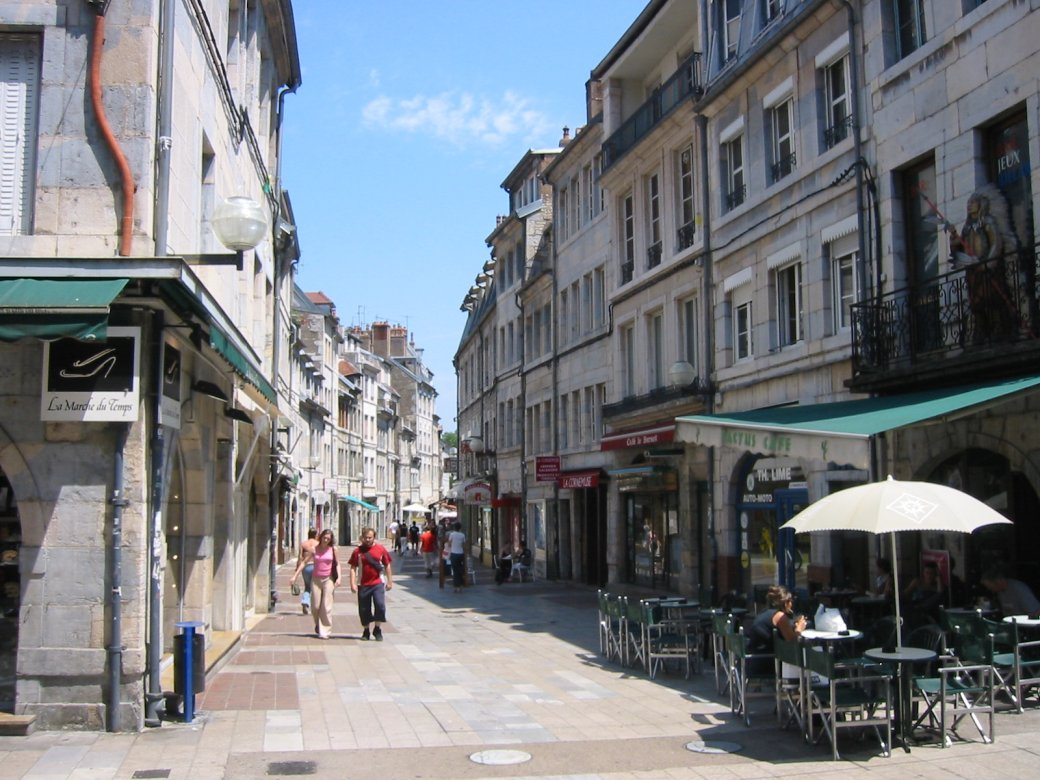
Aperçu de la rue Bersot, jadis Saint-Paul.